# Oostendse Compagnie

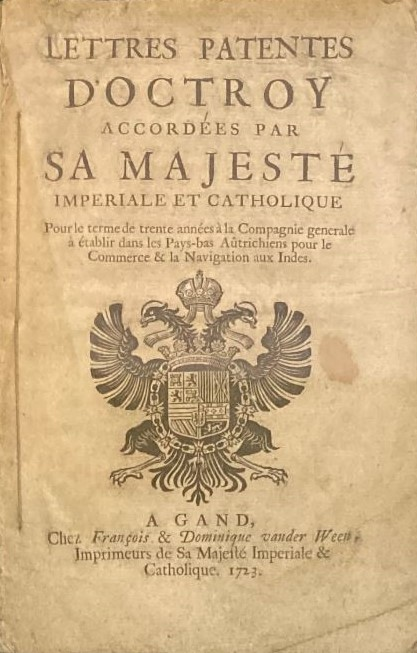
Voorblad van het oprichtingsoctrooi van de Oostendse Compagnie (1723) (Collectie Erwin Mahieu)

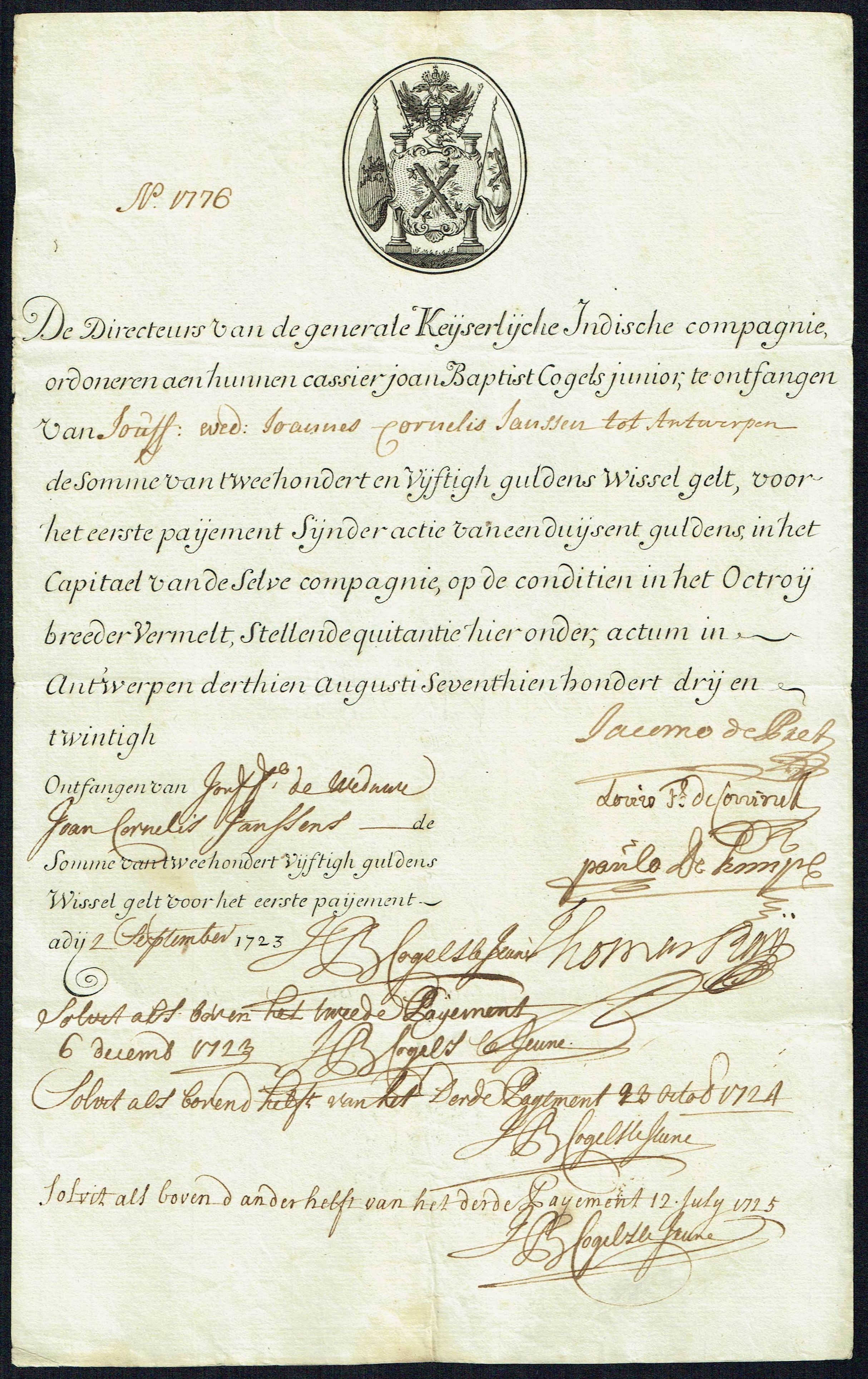
Aandeel van de Oostendse Compagnie van 2 september 1723

De Oostendse Compagnie is de gebruikelijke benaming voor de Generale Keizerlijke Indische Compagnie (of Compagnie Générale Impériale et Royale des Indes), een handelsonderneming die werd gesticht op 19 december 1722 in de Zuidelijke Nederlanden, die toen in bezit waren van het Habsburgse Oostenrijk. De Oostendse Compagnie werd opgericht als concurrent van de Vereenigde Oostindische Compagnie uit de Noordelijke Nederlanden.

## Voorgeschiedenis
De Vrede van Münster, die in 1648 een einde maakte aan de Tachtigjarige Oorlog, bevatte een verbod voor Spaanse onderdanen om hun overzeese handel met Oost-Indië uit te breiden, wat dus ook de Spaanse Nederlanden trof. Toen de Vredes van Utrecht en van Rastatt de soevereiniteit over het gebied in 1713-1714 overdroegen van de Spaanse naar de Oostenrijkse Habsburgers, voelden de Zuid-Nederlanders zich niet meer gebonden door deze beperking. Aangezien de Schelde gesloten was voor rechtstreekse vaart, was Oostende de meest geschikte haven voor overzeese handel. Van daaruit stuurde Thomas Ray de Sint-Mattheus op 17 juni 1714 naar Surat, met groot commercieel succes bij de terugkeer op 30 augustus 1716.
De V.O.C. wilde deze concurrentie te allen prijze verhinderen en kaapten op 27 april 1719 de Oostendse Marquis de Prié voor de Guineekust (in de buurt van fort Laxim). Het antwoord van de Oostendenaren was het kapen van het V.O.C.-schip  Commany (gevuld met ivoren olifantentanden) op 23 oktober 1719. Op 4 juli 1719 voer de Prince Eugène terug naar Oostende met voor een fortuin aan Kantoneese thee aan boord.
Mede dankzij de kwistige vergunningen van de markies van Prié bloeide de privévaart vanuit Oostende. Diverse binnenlandse ondernemers, die thee verscheepten uit China, zagen in een compagnie het middel om een rem te zetten op de groei van de trafiek, die de prijzen begon te drukken. Hoewel ze geen dure factorij wensten zoals de eerste groep, was er voldoende gemeenschappelijk belang om elkaar te vinden. Toen de markies van Prié aan invloed verloor ten gunste van Eugenius van Savoye en Patrick MacNeny, begon ook in Wenen het tij te keren. In 1721 kende de keizer Karel VI het octrooi toe.

## Het oprichtingsoctrooi
De eerste versie van het octrooi was klaar in december 1722: de compagnie kreeg zeven directeurs: drie uit Antwerpen, drie uit Gent en één uit Oostende. Hierin stond echter dat de Oostendse Compagnie de keizer moest bijstaan in tijden van oorlog. De directeurs waren hier niet mee akkoord en weigerden mee te werken. Zij gingen pas akkoord met een tweede, aangepaste versie die op 18 juli 1723 werd uitgevaardigd. Om de keizer geen gezichtsverlies te laten lijden, werd het octrooi geantidateerd op 19 december 1722.
Het oprichtingsoctrooi gold voor een termijn van dertig jaar en bevatte 103 artikels. De Oostendse Compagnie kreeg het monopolie op de handel tussen de Oostenrijkse Nederlanden en Azië, Amerika en Afrika. Daarnaast kreeg de multinationale onderneming een verregaande autonomie om handelsverdragen te sluiten met buitenlandse vorsten (zolang de belangen van de keizer niet werden geschaad). De keizer moest van zijn kant de commerciële autonomie van de firma respecteren. 
Verder bevatte het oprichtingsoctrooi allerlei regels en afspraken over de werking van het bedrijf. 

## Vlaggen
Artikel vijf bijvoorbeeld, lijstte de symbolen op die de Oostendse Compagnie mocht gebruiken. Elk schip voerde vier vlaggen: één op elk van de drie masten en eentje bij het achtersteven.
1. Op de voorste mast: de Leo Belgicus in zilver (wit) op een veld van keel (heraldisch rood); de kleuren zouden kunnen verwijzen naar Oostenrijk, terwijl de leeuw het symbool van de Vlaamse gewesten is.[5]
2. Op de middelste mast: het wapenschild van de firma dat bestond uit een geraguleerd Andreaskruis in een zilveren vuurgloriole, op een veld van goud (heraldisch geel). Dit wapen kwam ook voor op zegels, documenten en op de kanonnen van de Oostendse Compagnie.
3. Op de achterste mast werd een rood geralugeerd Andreaskruis op een wit of zilveren vlak afgebeeld.
4. De keizerlijke vlag van het Heilig Roomse Rijk.

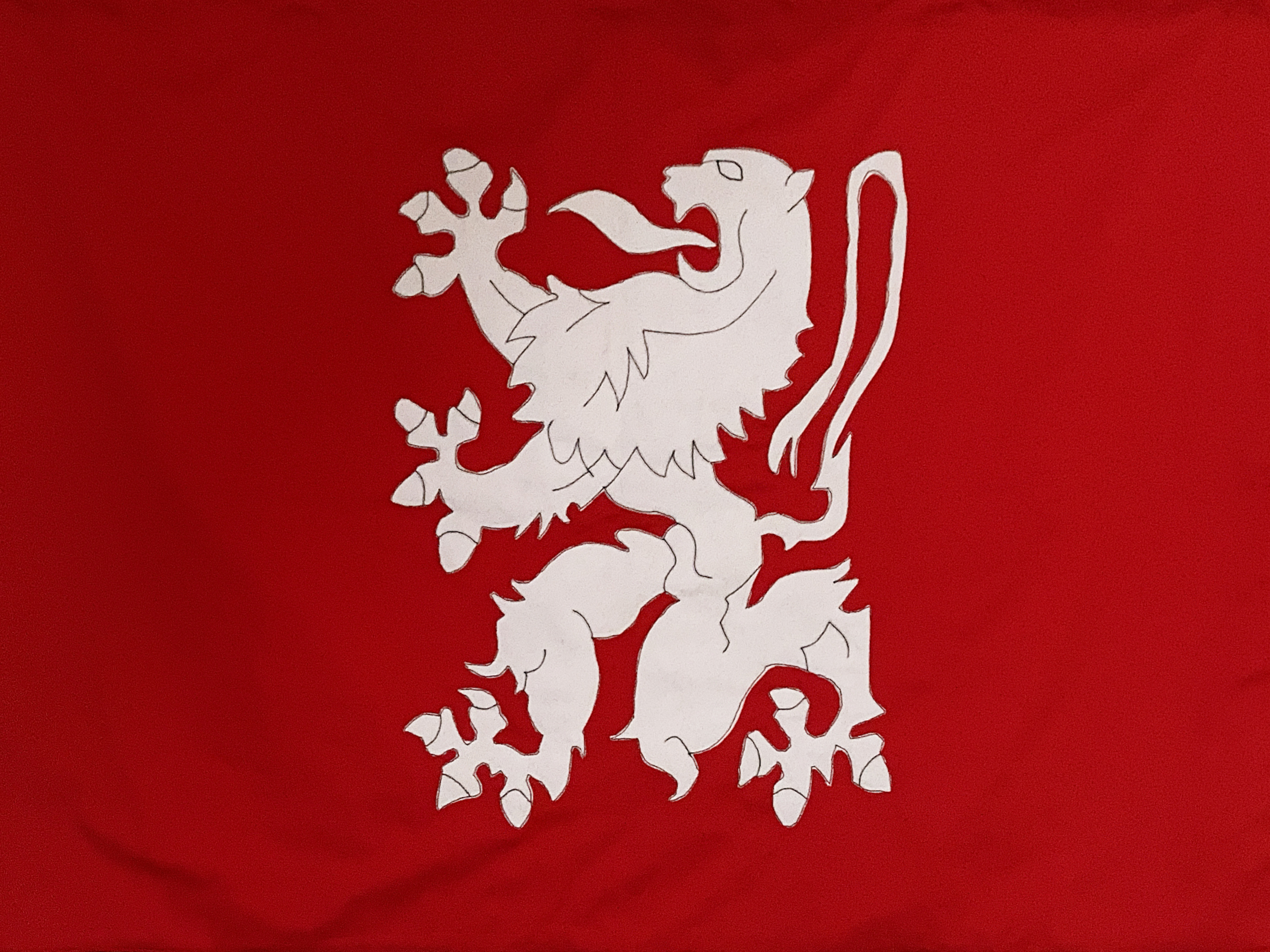
De Leo Belgicus in zilver op een veld van keel
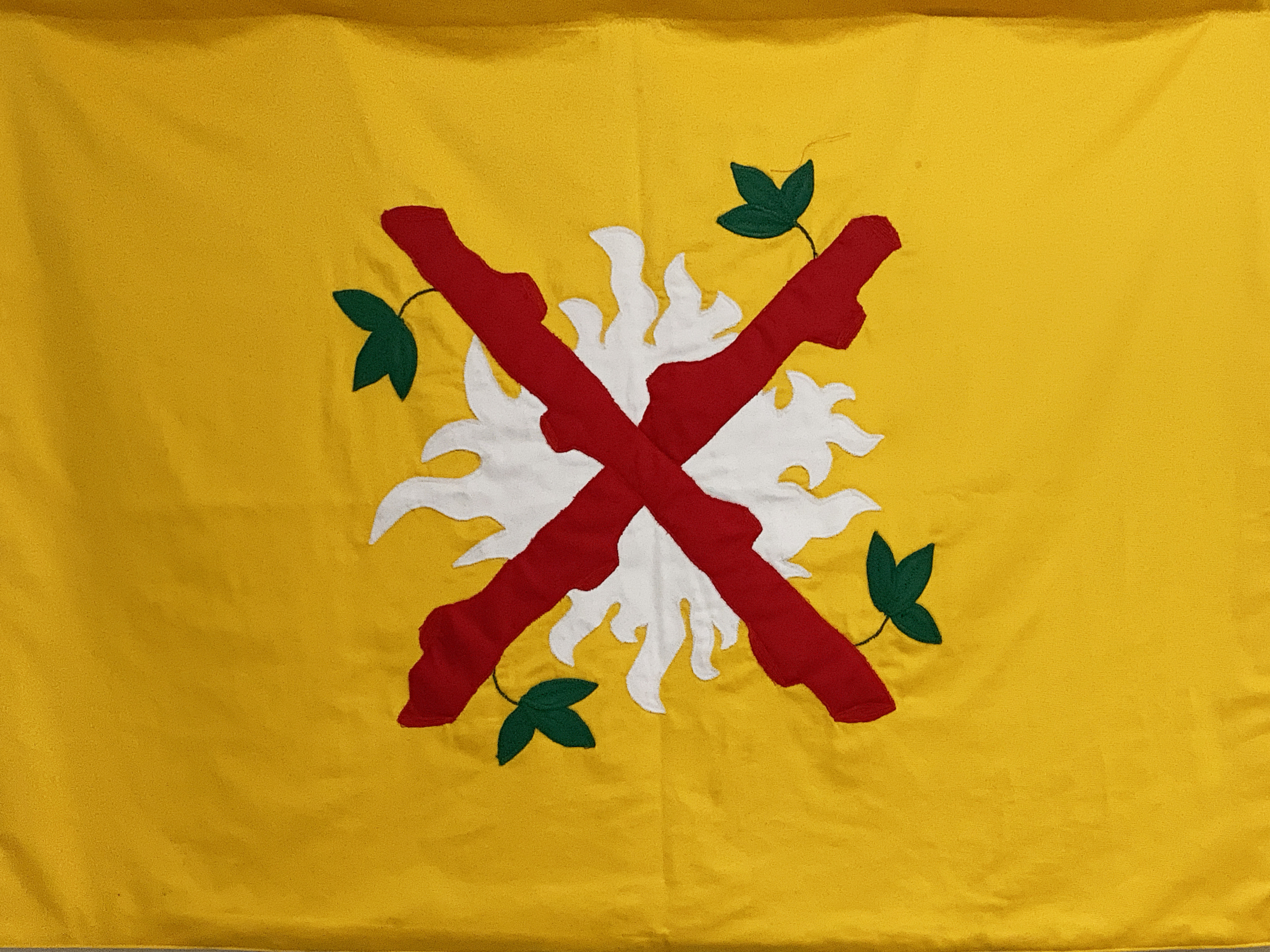
Het wapenschild van de Oostendse Compagnie
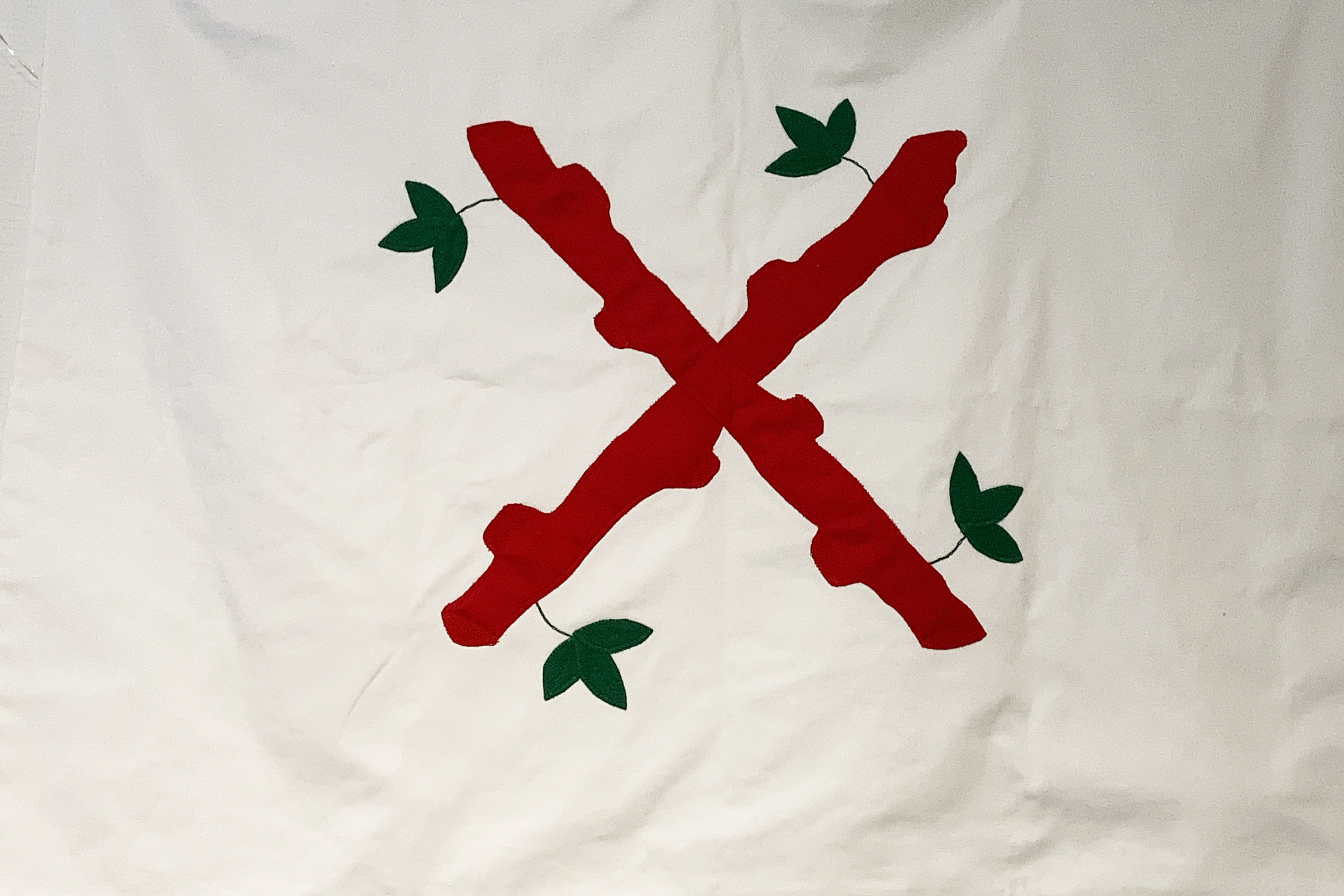
Een geraguleerd Bourgondische kruis
De keizerlijke vlag van het Heilig Roomse Rijk

## Werking
De zetel van de Compagnie was gevestigd in de Antwerpse Beurs. De veilingen van de aangevoerde goederen werden te Oostende en Brugge gehouden. De vergaderingen van de directeuren moesten de eerste drie jaar worden gehouden te Antwerpen, de volgende jaren te Brugge of te Gent. Het kapitaal van de Compagnie was vastgesteld op 6 miljoen gulden, te verdelen over 6000 aandelen van ieder 1000 gulden. Op 1 september 1723 werd gestart met de intekening op de aandelen, die in anderhalve dag opgenomen werden door zakenlieden, edellieden en regeringsambtenaren. Twee derde van de inschrijvingen was afkomstig uit Antwerpen, al waren er ongetwijfeld stromannen die voor rijkere heren intekenden.
Aangezien de compagnie zeer succesvol was, werden de aandelen slechts voor 75% volgestort en bedroeg het bedrijfskapitaal 4.500.000 gulden. De eerste zitting van de directie had plaats te Antwerpen op 6 oktober 1723. De eerste vier schepen van de Compagnie voeren van Oostende uit op 10 februari 1724; twee waren bestemd voor China, een voor Bengalen en een voor Mokka. Weldra werden ook factorijen opgericht in Banquibazar en in Bhourompour.
De handelsactiviteiten richtten zich op twee gebieden: China en Bengalen, waarbij de Chinahandel de belangrijkste was. De Oostendse Compagnie was de eerste van het West-Europese vasteland die zich volledig toelegde op de handel met Kanton. De lading van de heenreis van de compagnieschepen bestond meestal uit zilverpiasters en lood als scheepsballast. De retourladingen bestonden uit zwarte Boelthee, zijden stoffen uit Nanjing, porselein en chinoiserieën.
Het vertrek van schepen uit Oostende was sterk seizoensgebonden vanwege de wind. De Oost-Indiëvaarders vertrokken tussen eind november en begin maart. De heersende westenwind die vanuit het Kanaal kwam aanwaaien, was soms zo sterk dat schepen weken op de Oostendse rede moesten wachten. Eenmaal door het Kanaal vervolgden de schepen hun route langs de Canarische en Kaapverdische eilanden. Vanaf die eilanden bracht de noordoostpassaat hen soms zelfs tot aan de Braziliaanse kust. Vervolgens werd de koers verlegd naar het zuidoosten om opnieuw de Atlantische Oceaan over te steken. De bedoeling was om ten zuiden van Afrika uit te komen om daar gebruik te maken van de 'Roaring Forties'. Die sterke, maar verraderlijke westenwinden voerden schepen mee over het zuidelijke deel van de Indische Oceaan. Op het juiste moment, naargelang de bestemming (India of China), verlegden de schepen hun koers naar het noorden. Wanneer alles goed verliep, kwamen ze na een reis van zes à zeven maanden op hun bestemming aan. De Oostendse schepen verbleven ongeveer vijf maanden in Azië. De terugreis duurde opnieuw ongeveer zes à zeven maanden. De meeste schepen waren tegen het einde van de zomer of het begin van de herfst terug in Oostende.

## Producten
De VOC concentreerde zich op de specerijenhandel en had bijna een monopolie op heel Oost-Azië. De gemiddelde winstmarge van de Chinahandel van de Oostendse Compagnie bedroeg 158%, wat aanmerkelijk beter was dan de rendementen die door buitenlandse compagnieën werden gerealiseerd.

### Indisch katoen
India leverde naast zijde nog een veelheid aan producten, zoals arak (sterk drank), borax (voor de glasindustrie), sandelhout, specerijen, lak, rotan en salpeter. Maar het Indische exportproduct bij uitstek was katoenen stof. In het 18e-eeuwse Europa stonden deze bekend als 'indiennes'. Katoen was al sinds de Oudheid gekend in Europa, maar tot de 18e eeuw werd de Europese textielnijverheid overheerst door wol en linnen.
De groei van de Indische textielindustrie in Bengalen maakte het mogelijk om vanaf de 17e eeuw op grote schaal indiennes naar Europa te exporteren. Ook de Oostendse Compagnie pikte in op de grote vraag naar deze lichte, soepele, gemakkelijk wasbare en kleurrijke stoffen.
Fijn geweven en gebleekt katoen stond bekend als mousseline. Ongebleekte grof geweven katoenen stoffen werden calicots genoemd. Zowel op de mousseline als op de calicot konden motieven worden gedrukt of gestempeld met houten blokken. Deze gedrukte stoffen stonden bekend als chintzen (of sitsen) en waren razend populair in Europa.

### Zijde
Voor onze jaartelling werd zijde via de Zijderoute geëxporteerd naar het oude Egypte, Griekenland en het Romeinse Rijk. Toch bleven  Chinese en Indische zijde bijzonder geliefd in Europa vanwege de superieure kwaliteit. De Oostendse Compagnie importeerde zijde uit beide landen, die elk verschillende soorten producten produceerden. Uit India kwam het zeer fijne armosijn, de gebloemde damast, de sterke cabessazijde en de grovere barigazijde. De fijnste zijde was echter de lankinzijde uit Nanjing.

### Thee
De theeplant werd in  China al zeker vanaf het begin van onze jaartelling gedronken. De eerste vermeldingen van theedrinken in Europa dateren van het midden van de 16e eeuw. Toen kwam thee met mondjesmaat per karavaan in Europa aan. In de 17e eeuw startte de VOC met het invoeren van thee uit Zuid-China. Zij smokkelden thee in rieten manden via Formosa naar Batavia en vandaar verder naar Amsterdam. Die theelading was soms twee jaar onderweg en verloor bijgevolg veel van zijn aroma. Toen de Chinese markt aan het begin van de 18e eeuw werd heropend, vervoerde de Oostendse Compagnie haar lading thee in houten met lood verzegelde en hermetisch afgesloten kisten. Acht maanden later kon op die manier een aromarijke thee op de Europese markt worden aangeboden. Dit bracht een ware consumptierevolutie met zich mee. 
De Compagnie importeerde ongeveer 1.000 ton thee tijdens haar bestaan, 58% van de in Europa geconsumeerde hoeveelheid thee tussen 1725 en 1728. De VOC kwam nooit verder dan een marktaandeel van 13%. Zij kocht te Kanton de betere soorten op, de tweede keus werd naar Batavia verscheept, waarbij bovendien door slechtere verpakkingen en extra overladen de kwaliteit nog verder werd geschaad. 

### Porselein
Het productieproces van porselein komt uit China en dateert van deTang-dynastie. Pas in het begin van de 18e eeuw slaagden de Europeanen erin om porselein na te maken (Meissen porselein).  Toch was porselein in Europa via de karavaanhandel al bekend sinds de 13e eeuw. Het won aan populariteit toen Portugese (16e eeuw) en Nederlandse (17e eeuw) schepen het uit China meebrachten. Door de sluiting van de Chinese markt vanaf 1650 werd het moeilijker om porselein naar Europa te importeren (wat het succes van Delfts blauw aardewerk tot gevolg had). Met de heropening van de Chinese markt kon de Oostendse Compagnie inspelen op de hernieuwde vraag. Door de groeiende theeconsumptie waren porseleinen theeserviezen zeer in trek. In eerste instantie waren dat serviezen met Chinese motieven, maar al gauw bestelden Europeanen porselein met Europese motieven in China. Dit stond bekend als 'chine de commande'. Porselein loste ook een groot nautisch probleem op: thee was een te lichte vracht (362 kg/m³) waardoor het schip niet diep genoeg in het water lag. Het zwaardere porselein (2400 kg/m³) was hiervoor de ideale 'ballast'.

## De concurrentie met de VOC

Kaart van Banquibazar en de andere Europese factorijen in West-Bengalen (1726)

De grote winsten die de Oostendse Compagnie maakte, lokten hevig verzet uit van de regering in Amsterdam en van de Verenigde Oostindische Compagnie, maar ook van de Engelsen. De scheepvaart vanuit Oostende 'omzeilde' volgens hen een van de belangrijkste bepalingen van het Verdrag van Munster (1648) en van het barrièreverdrag, namelijk het lamleggen van de Vlaamse overzeese handel en zeevaart. De V.O.C. schakelde de gerenommeerde gerechtsgeleerden Jean Barbeyrac (1674-1744) en Abraham Westerveen (°1647) in om wettelijke argumenten te vinden tegen de Oostendse Compagnie, via ondere andere de bepalingen van het vredesverdrag van Munster (1648). De Oostendse Compagnie argumenteerde hiertegen via Patrice François de Neny, Jean Du Mont Baron de Carelskroon (1667-1727) en Jean Rousset de Missy.
Vele gewelddadige incidenten hebben zich tussen de beide concurrenten voorgedaan. 
- Zo sneuvelde o.a. Jacques André Cobbé, de eerste Oostendse gouverneur van de factorijen in Cabelon (1719) en Bengalen (1720) bij de verdediging van de laatste factorij in 1724.
- Teneinde het aanwerven van bemanningen in de Republiek te beletten - de Vlamingen en Brabanders konden namelijk voor hun Indische vaart de hulp van Hollandse en Engelse matrozen niet ontberen - vernieuwde de Staten-Generaal in 1717 het vanouds geldende, verbod, dat geen onderdanen van de Republiek in vreemde dienst op Oost-Indië mochten varen. Overtreders die hier of in Indië aan boord van vreemde Oost-Indiëvaarders aangetroffen werden, zouden dit met de dood moeten bekopen. Het verhandelen van goederen, of het ontvangen van commissies op Oostendse goederen werd beboet met verbeurdverklaring, 1000 gulden boete en gevangenisstraf.
- Toen bleek dat ondanks deze verordening vele Noord-Nederlanders dienst namen in de Oostendse Compagnie, kondigde de Staten-Generaal in 1723 een nieuw plakkaat af en voegden 'openbare geeseling' hieraan toe.
- Tevens werd het Nederlanders verboden in commissie schepen voor de Oostendenaren te huren, aan te kopen of uit te rusten, op straffe dat de schepen met inhoud ten bate van de VOC zouden worden verbeurd verklaard en dat een boete ter hoogte van viermaal de waarde van het geconfisqueerde schip werd geheven.
- Het bezitten van aandelen in de Oostendse Compagnie werd eveneens bestraft met verbeurdverklaring en boete ter grootte van het viervoud van de inleg.

## Eindspel
Groot-Brittannië en de Nederlandse Republiek gebruikten hun onderhandelingsmacht op het geopolitieke vlak om de opheffing van de Oostendse Compagnie af te dwingen. 
Als gevolg van het Verdrag van Wenen (1725), tussen Spanje en Oostenrijk, voelden zowel Engeland als Pruisen en Frankrijk zich bedreigd en sloten deze staten het Verdrag van Hannover (3 september 1725). De Republiek trad pas in 1727 toe op voorwaarde dat de alliantie zou helpen om de activiteiten van de Oostendse Compagnie te doen beëindigen.

### Opschorting
In 1727 gaf de Franse eerste minister André Hercule de Fleury Karel VI het volgende ultimatum: oorlog of de activiteiten van de Oostendse Compagnie voor zeven jaar opschorten. 
Als pasmunt om steun te krijgen voor zijn Pragmatieke Sanctie ging Karel VI akkoord met de opschorting van de handelsactiviteiten op 31 mei 1727. 
Tijdens de schorsing van de Oostendse Compagnie werden verschillende voorstellen gedaan om het kapitaal toch te laten renderen tijdens de schorsing. Zo stelde directeur Proli voor het kapitaal te transfereren naar de Compagnie van Triëste of aan de Adriatische Zee een nieuwe handelsorganisatie op te starten. Beide plannen werden om verschillende redenen echter begraven. Zo was er geen gekwalificeerd personeel aanwezig in Triëste en was de Middellandse Zee onveilig.
Keizer Karel VI hoopte dat de compagnie zich gedurende de schorsing ging toeleggen op de handel in Europa. De directeurs deelden deze mening echter niet want ze zagen geen enkel tak van de economie capabel om dezelfde winsten te behalen. De directeurs stelden voor om een Jointe secrète op te richten. Het doel van deze geheime organisatie was de compagnie te laten voortbestaan, maar onder de naam van particulieren. De keizer zou zorgen voor de nodige paspoorten en op die manier werd het schorsingsverdrag ontdoken. In maart 1728 werd de Jointe secrète samengesteld. Na de schorsing dwongen de omstandigheden de Compagnie dus tot een soort dispositiehandel: zij expedieerde in het geheim schepen vanuit vreemde havens. Deze Jointe secrète organiseerde dus smokkelvaarten onder vreemde vlaggen vanuit Cádiz, zonder dat de grote zeemogendheden er weet van hadden. De rest van het kapitaal werd geïnvesteerd in de Deense Compagnie, als vorm van belegging.

### Intrekking
De definitieve intrekking volgde op 16 maart 1731 in het Verdrag van Wenen.
De terugstorting van het kapitaal was in 1737 grotendeels voltooid. De eindafrekening leverde 7.500.000 gulden zuivere winst op of 166% van het beginkapitaal. 
De personen achter de Oostendse Compagnie gebruikten de havens van Cádiz, Danzig en Hamburg om privévaarten naar de Oost te blijven ondernemen, maar in 1739 kwam ook daar een einde aan.

## Slavenhandel
In de haven van Oostende was ook een groep voornamelijk Franse handelaren actief, die wilde handelen in Afrikaanse slaven door als ruilmiddel textiel uit Bengalen aan te voeren. Omdat de nawab van Bengalen alleen licenties toekende aan geoctrooieerde handelscompagnieën, drongen zij aan op een initiatief in die zin.
De Oostendse Compagnie deed niet aan slavenhandel, hoewel ze de mogelijkheden daartoe actief heeft verkend. Uit brieven van de directeurs van de Oostendse Compagnie Jacomo de Pret en Jean Baptiste Soenens en van investeerder Paulo Jacomo Cloots blijkt dat de top van de Oostendse Compagnie huiverig stond tegenover de slavenhandel, zeker in de beginfase. Voorts is het veelbetekenend dat bij drie expedities naar Ghana en Ivoorkust in 1718 en 1719 de aanmonstering voor maximaal één jaar gebeurde, een indicatie dat de Oostendse reders hun schepen niet uitrustten voor de driehoeksvaart: de slavenreizen duurden immers 18 maanden. De instructies waren heel duidelijk om enkel goud, ivoor, hars aan te kopen. De directie van de Oostendse Compagnie reageerde in 1726 ook afwijzend op het voorstel van supercargo Andreas Lanszweert om in Port Dauphin op Madagaskar een bevoorradingsstation én slavendepot te bouwen. Niettemin stuurde de Compagnie in 1728 twee schepen naar het eiland Fernando de Noronha om de mogelijkheden van slaventrafiek te onderzoeken. Het eiland werd geschikt bevonden om suikerrietplantages aan te leggen die door vier- à zeshonderd slaven zouden worden bewerkt, maar door het voortijdige einde van de Compagnie kregen de plannen geen uitvoering.

## De Oostendse Compagnie in fictie
Verschillende auteurs hebben zich door het verhaal van de Oostendse Compagnie laten inspireren:
- Jan Van Dorp (pseudoniem van Oscar Van Godtsenhoven, 1908-1988), Flamand des vagues, 1948 (herdruk in 2013, ISBN 9782369140092)
  - in het Nederlands werd dit vertaald onder de titel: Marinus, ISBN 9789082985658 (2019)
- Johan Ballegeer, De scheepsjongens van de Keyserinne, 1967, Antwerpen (Standaard Uitgeverij)
- Katrien Van Hecke, Oostende is niet ver meer, 2022, Hasselt (Clavis, ISBN 9789044843729)
- Doris Klausing (°1946), De smaak van thee,2023, Antwerpen